# Shaw-Nunatak
Der Shaw-Nunatak ist ein 500 m hoher Nunatak im Norden der westantarktischen Alexander-I.-Insel. Er ragt aus dem Nichols-Schneefeld auf.
Luftaufnahmen der US-amerikanischen Ronne Antarctic Research Expedition (1947–1948) dienten dem britischen Geographen Derek Searle vom Falkland Islands Dependencies Survey im Jahr 1960 der Kartierung. Das UK Antarctic Place-Names Committee benannte ihn 1977 nach dem Geodäten Colin Shaw (1944–1978) vom British Antarctic Survey, der von 1975 bis 1976 auf der Alexander-I.-Insel tätig war.